# Wappen von Cuxhaven
Die Wappen von Cuxhaven ist ein Fahrgastschiff der AG Ems. Sie wird in Cuxhaven von der Reederei Cassen Eils für Ausflugsfahrten verwendet.

## Geschichte
Das Schiff wurde 1976 unter der Baunummer 259 auf der Schiffswerft Schlömer in Oldersum als Hannover für den Wangerooge-Fährdienst der DB gebaut. Eigner war die Reederei Warrings.
Ende der 1970er Jahre wurden mehrfach Testfahrten zwischen Harlesiel und Wangerooge durchgeführt. Im Anschluss daran entschied man sich jedoch gegen einen Einsatz auf dieser Linie. Das Schiff wurde dagegen für die AG Ems als Stadt Borkum für Butterfahrten auf der Ems zwischen Emden und Delfzijl eingesetzt.
Nach einem Verkauf fuhr das Schiff zwischen 1988 und 1994 als Princess Isabella im finnischen Oulu.
Ende 1994 wurde es erneut an die AG Ems verkauft und im Folgejahr umgebaut.
Seit 2005 verkehrte das Schiff im Liniendienst Emden – Knock – Eemshaven – Borkum.
Zur Saison 2022 verlegte man das Schiff für die Tochtergesellschaft Reederei Cassen Eils nach Cuxhaven, wo es seitdem Ausflugsfahrten durchführt. Ab 2024 trägt es den Namen Wappen von Cuxhaven, es ist das zweite Schiff der Reederei mit diesem Namen.